# فيليب بايز
فيليب بايز (بالإنجليزية: Philip Buys)‏ هو دراج جنوب أفريقي. شارك في دورة الألعاب الأولمبية الصيفية.

## روابط خارجية
- فيليب بايز على موقع أرشيف الدراجات (الإنجليزية)
- فيليب بايز على موقع إحصائيات الدراجات الإحترافية (الإنجليزية)
- فيليب بايز على موقع MTB Data (الإنجليزية)
- فيليب بايز على موقع اللجنة الأولمبية الدولية (الإنجليزية)
- فيليب بايز على موقع أوليمبيديا (الإنجليزية)
- فيليب بايز على موقع اتحاد ألعاب الكومنولث (مؤرشف) (الإنجليزية)